# Songhai (gruppo musicale)
Songhai è stato un progetto musicale world fusion dal cantante di kora Toumani Diabaté, dal gruppo spagnolo di flamenco dei Ketama e dal musicista inglese folk rock Danny Thompson e successivamente da José Soto. Il nome del gruppo omaggia l'Impero Songhai, antico regno del Mali.

## Storia
Le origini del progetto risalgono al 1987 quando Diabaté incontrò i Ketama in tour a Londra. L'etnologa e musicologa Lucy Durán li spinse a lavorare assieme. Iniziò la collaborazione tanto che l'anno successivo, dopo alcune jam session, il gruppo registrò a Madrid il primo album, prodotto da Joe Boyd, edito da Hannibal Records e che ha visto la partecipazione di Danny Thompson e di Diaw Kouyate e Djanka Diabate del gruppo di supporto a Mory Kanté ai cori. L'album è considerato tra i più importanti lavori in ambito world music della fine degli anni ottanta.
Nel 1994 il gruppo si riformò per la realizzazione del secondo album, intitolato Songhai 2 sempre prodotto da Boyd. Si unì al gruppo José Soto, mentre la partecipazione di Danny Thompson fu più defilata.
Dopo questo secondo lavoro non ci furono ulteriori collaborazioni.

## Discografia

### Album
- 1988 - Songhai
- 1994 - Songhai 2